# 南昌級駆逐艦
南昌級駆逐艦（なんしょうきゅうくちくかん、英語: Nanchang-class destroyer）は、中国人民解放軍海軍のミサイル駆逐艦の艦級。人民解放軍海軍での名称は055型駆逐艦（簡体字中国語: 055型驱逐舰）。艦型が大きく装備も充実していることから、アメリカ国防総省や国際戦略研究所では本級をミサイル巡洋艦と位置付けており、NATOコードネームはレンハイ型巡洋艦（英: Renhai-class cruiser）と呼称されている。

## 来歴
1995年の第三次台湾海峡危機の際にアメリカ海軍の圧倒的な能力を見せつけられた人民解放軍海軍は、国産駆逐艦の性能限界を痛感した。これを受けて、1999年から2000年にかけてロシア製の956E型駆逐艦（ソヴレメンヌイ級）2隻を緊急導入するとともに（2005年より956EM型2隻を追加配備）、空母建造計画も視野に、優れた対空戦能力を有するミサイル駆逐艦の整備が計画されるに至ったと見られている。2000年代の近代化着手時には複数の艦級が少数ずつ建造されていたが、2010年代中期より、052C型（蘭州級）の発展型である052D型（昆明級）に絞りこんでの大量建造が開始された。ただし海軍当局は、同型の性能を認めつつも、技術的な先進性は不十分であると考えていた。
一方、人民解放軍海軍は海外の戦訓の分析も進めており、2003年のイラク戦争などから、大型駆逐艦の優れた火力に着目した。また1982年のフォークランド紛争からは、艦型が小さいと生残性も低下するとの分析が得られた。当時、世界的には、あまりに大きな水上戦闘艦は魚雷や対艦ミサイルに対し脆弱であると指摘されていたが、人民解放軍海軍は、大型化による火力強化や生残性の向上などといったメリットが上回ると判断した。これらの分析を踏まえて、人民解放軍海軍は、052D型よりも更に大型で、また技術的にも先進的な水上戦闘艦の整備を計画するようになり、開発計画は2009年末に正式に承認された。これによって建造されたのが本級である。
2014年4月には、湖北省武漢市にある空母工程シミュレーション・プラットフォーム（実物大のコンクリート製空母）の隣に新型駆逐艦のモックアップを建設している写真がインターネット上に掲載された。同年には、上海市の江南造船で1番艦の建造が開始され、これは2017年6月28日に「南昌」として進水した。
なお第1期の建造契約は8隻で終了し、第2期分は、発展型の055A型に移行したものとみられている。

## 設計
ジェーン海軍年鑑では、本級の設計を端的に「052D型の拡大型」と記載しているが、実際には単純な拡大型ではなく、各種の新装備を搭載して、多くの改正と発展が図られた艦となった。

### 船体
アメリカ海軍大学校が「この艦の最大の特徴はその大きさにある」と評するとおり、052D型と比べると、全長にして23メートル、排水量にして5,500トンも増大しており、これより大型の水上戦闘艦としては、アメリカ海軍のズムウォルト級ミサイル駆逐艦とソ連海軍/ロシア海軍のキーロフ級ミサイル巡洋艦しかない。この大きさのために、資料によっては本級は巡洋艦として扱われている。
船型は長船首楼型で、主船体は艦首から艦尾まで顕著なナックルを付している。設計にあたってはステルス性の向上が意識されており、揚錨装置や係留設備などは艦内に配置されて、それらの開口部や搭載艇の格納場所などは全てハッチを有する。またレーダー反射断面積（RCS）のほか、水中放射雑音や赤外線放射なども低減された。この一環として、052D型では前後に分散して配置されていたマストも、艦橋構造物上の統合マストに一本化された。
艦の建造に当たっては溶接作業のデジタル化が為され、溶接部分に「痩せ馬」が発生せず滑らかな船体となった上、複雑な曲面のある船体をプレス加工により成形し、建造効率は10倍以上にまで高められた。

### 機関
中国駆逐艦では、1993年に就役した052型（旅滬型）から052D型に至るまで、CODOG方式の機関を採用してきた。そのガスタービンエンジンとしては、052型（旅滬型）1番艦ではアメリカ製のゼネラル・エレクトリック LM2500を用いていたが、同型2番艦以降ではほぼ同出力のウクライナ製CSSC GT-25000が導入され、052C型の後期建造艦からはこれを国産化したQC-280に移行した。
そして本級では、このQC-280ガスタービンエンジン4基を用いたCOGAG方式の機関が採用された。130,000馬力の出力を確保して、32ノットの速力を発揮可能とされている。
なお、本級の計画段階ではズムウォルト級と同様の統合電気推進方式の導入が検討されていたという経緯もあり、発展型の055A型では本格的に同方式の導入が計画されている。これにより、燃費の改善や機関部容積の削減といった恩恵があるほか、レールガンや指向性エネルギー兵器など消費電力が大きい新兵器の搭載にも対応できるものと期待されている。

## 装備

### C4ISR
レーダーについては、Sバンドのアクティブ・フェーズドアレイ（AESA）アンテナを艦橋構造物の四面に設置するのは052D型と同様だが、同型で搭載された346A型レーダーと比べて、本級の346B型レーダーのアンテナ面積は40パーセント拡大され、探知距離は（ステルス機を標的とする場合も含めて）60パーセント延伸されたとされている。アメリカ海軍では、総合的に、自軍のAN/SPY-6よりも優れている可能性を指摘している。
上記の統合マストの中段にはXバンドのAESAアンテナが設置されており、これは364B型レーダーを補完して低空警戒・対水上捜索を担当する。これらのレーダーはデュアル・バンド・レーダーとして統合されて運用されるが、これは中国軍艦としては初の試みである。なお統合マストには、このXバンド・レーダーのほかにCバンドやLバンド、更にはステルス機対策として極超短波（UHF）帯のレーダーも搭載されているという説もある。一方、052C/D型で搭載されていた517型レーダーは廃止された。
ソナーとしては探信儀と曳航ソナーの両方を装備しており、052D型で装備されたSJD-9（DUBV-23の山寨版）とSJG-311の組み合わせか、その性能向上型であるとみられている。
戦術情報処理装置は、052C型の後期建造艦や052D型で搭載されたH/ZBJ-1をベースとして、地上のレーダー網とのデータ連携能力や、艦隊の広域防空指揮管制に当たる旗艦としての共同交戦能力を付与するなどした新型機であるとみられている。なお中国で発行されている『現代艦船』では、本級と海上自衛隊のまや型護衛艦を比べると、センサーの面では本級が優れるが、指揮・統制における統合という面ではまや型のほうが優れているであろうと評価している。

### 武器システム
本級の武装の中核となるのが112セルのミサイル垂直発射装置（VLS）で、艦首甲板に64セル、中部甲板に48セルが配置されている。この発射機は西側諸国のMk.41よりもセルが大きく、容積にして60％以上大きいとも分析されている。
この発射機は各種ミサイルを使用可能な汎用型であり、艦対空ミサイルとしては長距離用のHHQ-9Bと中距離用のHHQ-16B、艦対艦ミサイルとしてはYJ-18、対地巡航ミサイルとしてはCJ-10、対潜ミサイルとしてはYu-8を搭載できる。2022年4月にはYJ-21対艦弾道ミサイルの使用も確認されており、対艦能力が強化されている。またVLSとは別に、近接防空ミサイルとしてはHHQ-10の24連装発射機を後部上構上に、また近距離用の対潜兵器として324mm魚雷発射管を艦中部両舷に備えている。
砲熕兵器については、艦砲は052D型と同じ70口径130mm単装砲（H/PJ-45）だが、CIWSは001型航空母艦と同じく、30mmガトリング砲の砲身を増やして発射速度を向上させた1130型（H/PJ-11）に変更された。
なお上記の通り、発展型の055A型ではレールガンや指向性エネルギー兵器など消費電力が大きい新兵器の搭載が検討されており、非公式に「電磁戦艦」とも通称される。

### 艦載機
後部上構にはヘリコプター2機分の格納庫が設けられ、その直後の艦尾甲板はヘリコプター甲板とされている。
艦載ヘリコプターとしては、従来用いられてきたZ-9のほか、より大型のZ-8や、新型のZ-18FやZ-20Fの搭載にも対応しているといわれている。ただし特にヘリコプター甲板の大きさから、これらの大型機の運用は困難とも指摘されている。

## 比較
|          |            | 051B型（深圳） 近代化改修後   | 052A型（旅滬型） 近代化改修後 | ソヴレメンヌイ級（現代級） 近代化改修後 |
| -------- | ---------- | ----------------------------- | ----------------------------- | --------------------------------------- |
| 船体     | 満載排水量 | 6,600 t                       | 5,700 t                       | 8,060 t                                 |
| 船体     | 全長       | 153 m                         | 148 m                         | 156.37 m                                |
| 船体     | 全幅       | 16.5 m                        | 16.0 m                        | 17.19 m                                 |
| 主機     | 方式       | CODOG                         | CODOG                         | 蒸気タービン                            |
| 主機     | 出力       | 55,000 shp                    | 48,600 shp                    | 99,500 shp                              |
| 主機     | 速力       | 30 kt                         | 31.5 kt                       | 32 kt                                   |
| 兵装     | 砲熕       | 56口径100mm連装砲×1基         | 56口径100mm連装砲×1基         | 70口径130mm連装砲×2基                   |
| 兵装     | 砲熕       | 30mmCIWS×2基                  | 30mmCIWS×2基                  | 30mmCIWS×4基                            |
| 兵装     | ミサイル   | VLS×32セル （HHQ-16）         | HHQ-7 8連装発射機×1基         | VLS×32セル （HHQ-16,YU-8）              |
| 兵装     | ミサイル   | YJ-12A 4連装発射筒×4基        | YJ-83 4連装発射×4基           | YJ-12A 4連装発射機×2基                  |
| 兵装     | ミサイル   | ―                             | 252mm6連装対潜ロケット砲×2基  | ―                                       |
| 兵装     | 水雷       | 3連装短魚雷発射管×2基（Yu-7） | 3連装短魚雷発射管×2基（Yu-7） | 3連装短魚雷発射管×2基（Yu-7）           |
| 艦載機   | 艦載機     | Z-9C/Ka-28×2機                | Z-9C×2機                      | Ka-28×2機                               |
| 同型艦数 | 同型艦数   | 1隻                           | 2隻                           | 1隻 （1隻改修中,2隻改修予定）           |

|          |            | 055型（南昌級）                                            | 052D型（昆明級）                           | 052C型（蘭州級）              | 051C型（瀋陽級）              | 052B型（広州級）              |
| -------- | ---------- | ---------------------------------------------------------- | ------------------------------------------ | ----------------------------- | ----------------------------- | ----------------------------- |
| 船体     | 満載排水量 | 12,000 - 13,000 t                                          | 7,500 t                                    | 7,000 t近く                   | 7,100 t                       | 6,600 t                       |
| 船体     | 全長       | 182.6 m                                                    | 156 m                                      | 154 m                         | 155 m                         | 154 m                         |
| 船体     | 全幅       | 20.9 m                                                     | 18 m                                       | 17 m                          | 17 m                          | 16.5 m                        |
| 主機     | 方式       | COGAG                                                      | CODOG                                      | CODOG                         | CODOG                         | CODOG                         |
| 主機     | 出力       | 130,000 shp以上                                            | 76,000 hp                                  | 48,600 shp                    | 48,600 shp                    | 48,600 shp                    |
| 主機     | 速力       | 30 kt                                                      | 29 kt                                      | 29 kt                         | 30 kt                         | 29 kt                         |
| 兵装     | 砲熕       | 70口径130mm単装砲×1基                                      | 70口径130mm単装砲×1基                      | 55口径100mm単装砲×1基         | 55口径100mm単装砲×1基         | 55口径100mm単装砲×1基         |
| 兵装     | 砲熕       | 30mmCIWS×1基                                               | 30mmCIWS×1基                               | 30mmCIWS×2基                  | 30mmCIWS×2基                  | 30mmCIWS×2基                  |
| 兵装     | ミサイル   | 5860-2006型VLS×112セル （HHQ-9B,HHQ-16B,YJ-18,CJ-10,Yu-8） | 5860-2006型VLS×64セル （HHQ-9,CY-5,YJ-18） | VLS×48セル （HHQ-9A）         | B-203A型VLS×48セル （リフ-M） | 単装発射機×2基 （9M317）      |
| 兵装     | ミサイル   | HHQ-10 24連装発射機×1基                                    | HHQ-10 24連装発射機×1基                    | YJ-62 4連装発射筒×2基         | YJ-83 4連装発射筒×2基         | YJ-83 4連装発射筒×4基         |
| 兵装     | 水雷       | 3連装短魚雷発射管×2基（Yu-7）                              | 3連装短魚雷発射管×2基（Yu-7）              | 3連装短魚雷発射管×2基（Yu-7） | 3連装短魚雷発射管×2基（Yu-7） | 3連装短魚雷発射管×2基（Yu-7） |
| 艦載機   | 艦載機     | Z-18×2機                                                   | Z-9C/Ka-28×1機                             | Z-9C/Ka-28×1機                | ヘリコプター甲板のみ          | Z-9C/Ka-28×1機                |
| 同型艦数 | 同型艦数   | 8隻                                                        | 31隻                                       | 6隻                           | 2隻                           | 2隻                           |

## 同型艦

### 一覧表
|         | #   | 艦名            | 建造所           | 進水              | 就役              | 配備先   |
| ------- | --- | --------------- | ---------------- | ----------------- | ----------------- | -------- |
| バッチ1 |     |                 |                  |                   |                   |          |
| 1       | 101 | 南昌 (Nanchang) | 江南造船（集団） | 2017年 6月28日    | 2020年 1月12日    | 北海艦隊 |
| 2       | 102 | 拉薩 (Lhasa)    | 江南造船（集団） | 2018年 4月28日    | 2021年 3月2日     | 北海艦隊 |
| 3       | 105 | 大連 (Dalian)   | 大連船舶重工集団 | 2018年 7月3日     | 2021年 4月23日    | 南海艦隊 |
| 4       | 106 | 延安 (Yan'an)   | 大連船舶重工集団 | 2018年 7月3日     | 2022年 2月22日    | 南海艦隊 |
| 5       | 103 | 鞍山 (Anshan)   | 江南造船（集団） | 2019年 9月12日    | 2021年 11月11日   | 北海艦隊 |
| 6       | 107 | 遵義 (Zunyi)    | 大連船舶重工集団 | 2019年 12月27日   | 2022年 11月       | 南海艦隊 |
| 7       | 104 | 無錫 (Wuxi)     | 江南造船（集団） | 2020年 5月9日     | 2022年 3月12日    | 北海艦隊 |
| 8       | 108 | 咸陽 (Xianyang) | 大連船舶重工集団 | 2020年 8月30日    | 2022年 12月       | 南海艦隊 |
| バッチ2 |     |                 |                  |                   |                   |          |
| 9       | 109 | 嘉興 (Jiaxing)  | 江南造船（集団） | 2023年 12月28日   | 2025年末 （予定） | 東海艦隊 |
| 10      | 111 | 保定 (Baoding)  | 大連船舶重工集団 | 2024年 3月27日    | 2025年中 （予定） | 東海艦隊 |
| 11      | 110 | 泉州 (Quanzhou) | 江南造船（集団） | 2024年末 （予定） | 2026年末 （予定） | 東海艦隊 |
| 12      | 112 |                 | 大連船舶重工集団 |                   |                   | 東海艦隊 |

### 運用史
1番艦は2020年1月12日に就役した。以降、052DL型駆逐艦（052D型の航空運用能力を向上させた発展型）と並行して建造が進められている。2017年に商業衛星写真により、上海市の江南造船所の船台にて1、2番艦、大連市の大連造船廠のドックにて3、4番艦の4隻が同時建造されているのが確認。同年6月には江南造船所で5番艦のモジュールが確認され、2018年3月には大連造船廠にて6番艦の建造が始まっていることが確認された。2020年末には一挙12隻以上の大量生産が開始されたとの情報が流れた。
人民解放軍海軍の運用構想において、本級は、空母の直衛艦として機動部隊を構成するほか、自ら水上戦闘群の旗艦となることも想定されている。2021年3月18日、「南昌」が、昆明級駆逐艦「成都」と江凱II型フリゲート「大慶」を伴い、対馬海峡を通過して日本海へ航行したことが、海上自衛隊のP-3C哨戒機、多用途支援艦「あまくさ」およびミサイル艇「しらたか」によって確認された。055型が海上自衛隊に認知されたのはこの時が初。

## 登場作品

### ゲーム
『Modern Warships』
プレイヤーが操作できるtier3艦艇として登場。